# Piccolo Lago degli Schiavi
Il Piccolo Lago degli Schiavi è il terzo lago per dimensione della provincia canadese dell'Alberta. Situato nei territori a Nord-Ovest della città di Edmonton, ha una superficie di 1.168 km². Ha una lunghezza di oltre 100 km, e il punto più largo misura circa 15 km. Dal lago sfocia il fiume Lesser Slave.
Vista la sua posizione è sulle principali rotte degli uccelli migratori.